# Schnellfahrstrecke Hannover–Berlin
| | |                                                             |                                                           |
| Streckennummer: | 1730 (Hannover–Lehrte) 6107 (Lehrte–Oebisfelde) 6185 (Oebisfelde–Berlin-Spandau) 6109 (B-Spandau–B-Charlottenburg, B-Charlottenburg–B Ostbahnhof) |                                                             |                                                           |
| Kursbuchstrecke (DB): | 301, 349 |                                                             |                                                           |
| Streckenlänge: | 256,2 km |                                                             |                                                           |
| Spurweite: | 1435 mm (Normalspur) |                                                             |                                                           |
| Stromsystem: | 15 kV 16,7 Hz ~ |                                                             |                                                           |
| Minimaler Radius: | 4400 m |                                                             |                                                           |
| Streckengeschwindigkeit: | 250 km/h |                                                             |                                                           |
| Zugbeeinflussung: | PZB, LZB |                                                             |                                                           |
| | |                                                             |                                                           |
| Bundesländer: | Niedersachsen, Sachsen-Anhalt, Brandenburg, Berlin                                                                                                |                                                             |                                                           |
| \| \| 0,0 \| Hannover Hbf \| Hannover Hbf \| \| \| \| \| \| \| \| 16,1239,3 \| Lehrte \| Lehrte \| \| \| \| \| \| \| \| \| \| \| \| \| \| Wolfsburg-Fallersleben Weddeler Schleife von Braunschweig \| \| \| \| \| \| \| \| \| \| \| \| \| \| 180,9 \| Wolfsburg Hbf \| Wolfsburg Hbf \| \| \| ~178 \| Beginn SFS 250 km/h \| Beginn SFS 250 km/h \| \| \| 167,3267,9 \| Oebisfelde \| Oebisfelde \| \| \| \| \| \| \| \| 238.7 \| Gardelegen (Üst) \| Gardelegen (Üst) \| \| \| \| \| \| \| \| 216,8 \| Beginn Südumfahrung Stendal \| Beginn Südumfahrung Stendal \| \| \| (105,1) \| Stendal Hbf \| Stendal Hbf \| \| \| 198,8 \| Ende Südumfahrung Stendal \| Ende Südumfahrung Stendal \| \| \| \| \| \| \| \| \| Elbebrücke Hämerten (810 m) \| \| \| \| \| \| \| \| \| \| Havel (230 m) \| \| \| \| \| \| \| \| \| 170,9 \| Rathenow \| Rathenow \| \| \| \| \| \| \| \| 166,0 \| Beginn Trappenschutzgebiet \| Beginn Trappenschutzgebiet \| \| \| 165,6 \| Abzw Bamme Stammstrecke \| Abzw Bamme Stammstrecke \| \| \| \| \| \| \| \| 148,5 \| Abzw Ribbeck Stammstrecke \| Abzw Ribbeck Stammstrecke \| \| \| 148,0 \| Ende Trappenschutzgebiet \| Ende Trappenschutzgebiet \| \| \| \| \| \| \| \| (18,5) \| Berlin-Staaken \| Berlin-Staaken \| \| \| 118,0 \| Ende SFS 250 km/h \| Ende SFS 250 km/h \| \| \| \| \| \| \| \| \| von Hamburg \| \| \| \| 112,718,3 \| Berlin-Spandau \| Berlin-Spandau \| \| \| \| zum Hbf (tief) \| \| \| \| \| (siehe Hamburger Stadtbahnanschluss und Berliner Stadtbahn) \| \| \| \| 9,0 \| Berlin Zoologischer Garten \| Berlin Zoologischer Garten \| \| \| \| \| \| \| \| 5,4 \| Berlin Hbf (seit 2006), Nord-Süd-Fernbahn \| Berlin Hbf (seit 2006), Nord-Süd-Fernbahn \| \| \| \| \| \| \| \| 0,0 \| Berlin Ostbf \| Berlin Ostbf \| \| \| \| \| \| \| Kilometer-Angaben in Klammern beziehen sich auf die Stammstrecke der Berlin–Lehrter Bahn. \| \| \| \| | |                                                             |                                                           |
| Bahnhof | 0,0 | Hannover Hbf                                                | Hannover Hbf                                              |
| | |                                                             |                                                           |
| Bahnhof | 16,1239,3 | Lehrte                                                      | Lehrte                                                    |
| | |                                                             |                                                           |
| | |                                                             |                                                           |
| Abzweig geradeaus und von rechts | | Wolfsburg-Fallersleben Weddeler Schleife von Braunschweig   | Wolfsburg-Fallersleben Weddeler Schleife von Braunschweig |
| | |                                                             |                                                           |
| | |                                                             |                                                           |
| Bahnhof | 180,9 | Wolfsburg Hbf                                               | Wolfsburg Hbf                                             |
| Strecke | ~178 | Beginn SFS 250 km/h                                         | Beginn SFS 250 km/h                                       |
| Dienststation / Betriebs- oder Güterbahnhof | 167,3267,9 | Oebisfelde                                                  | Oebisfelde                                                |
| | |                                                             |                                                           |
| Überleitstelle / Spurwechsel | 238.7 | Gardelegen (Üst)                                            | Gardelegen (Üst)                                          |
| | |                                                             |                                                           |
| Verschwenkung von links · Verschwenkung von rechts | 216,8 | Beginn Südumfahrung Stendal                                 | Beginn Südumfahrung Stendal                               |
| Strecke · Bahnhof | (105,1) | Stendal Hbf                                                 | Stendal Hbf                                               |
| Verschwenkung nach links · Verschwenkung nach rechts | 198,8 | Ende Südumfahrung Stendal                                   | Ende Südumfahrung Stendal                                 |
| | |                                                             |                                                           |
| Brücke über Wasserlauf | | Elbebrücke Hämerten (810 m)                                 | Elbebrücke Hämerten (810 m)                               |
| | |                                                             |                                                           |
| Brücke über Wasserlauf | | Havel (230 m)                                               | Havel (230 m)                                             |
| | |                                                             |                                                           |
| Bahnhof | 170,9 | Rathenow                                                    | Rathenow                                                  |
| | |                                                             |                                                           |
| Strecke | 166,0 | Beginn Trappenschutzgebiet                                  | Beginn Trappenschutzgebiet                                |
| Abzweig geradeaus und von rechts | 165,6 | Abzw Bamme Stammstrecke                                     | Abzw Bamme Stammstrecke                                   |
| | |                                                             |                                                           |
| Abzweig geradeaus und nach rechts | 148,5 | Abzw Ribbeck Stammstrecke                                   | Abzw Ribbeck Stammstrecke                                 |
| Strecke | 148,0 | Ende Trappenschutzgebiet                                    | Ende Trappenschutzgebiet                                  |
| | |                                                             |                                                           |
| Strecke | (18,5) | Berlin-Staaken                                              | Berlin-Staaken                                            |
| Strecke | 118,0 | Ende SFS 250 km/h                                           | Ende SFS 250 km/h                                         |
| | |                                                             |                                                           |
| Abzweig geradeaus und von links | | von Hamburg                                                 | von Hamburg                                               |
| Bahnhof | 112,718,3 | Berlin-Spandau                                              | Berlin-Spandau                                            |
| Abzweig geradeaus und nach links | | zum Hbf (tief)                                              | zum Hbf (tief)                                            |
| | | (siehe Hamburger Stadtbahnanschluss und Berliner Stadtbahn) |                                                           |
| Bahnhof | 9,0 | Berlin Zoologischer Garten                                  | Berlin Zoologischer Garten                                |
| | |                                                             |                                                           |
| Turmbahnhof mit Tunnelstrecke | 5,4 | Berlin Hbf (seit 2006), Nord-Süd-Fernbahn                   | Berlin Hbf (seit 2006), Nord-Süd-Fernbahn                 |
| | |                                                             |                                                           |
| Bahnhof | 0,0 | Berlin Ostbf                                                | Berlin Ostbf                                              |
| | |                                                             |                                                           |
| Kilometer-Angaben in Klammern beziehen sich auf die Stammstrecke der Berlin–Lehrter Bahn. | |                                                             |                                                           |

Die Schnellfahrstrecke Hannover–Berlin verbindet auf einer Länge von 256,2 Kilometern die niedersächsische Landeshauptstadt Hannover mit der deutschen Bundeshauptstadt Berlin. Die Fahrzeit beträgt in der schnellsten Verbindung 1 Stunde 40 Minuten.
Nach zähen Verhandlungen zwischen der Deutschen Demokratischen Republik (DDR) und der Bundesrepublik Deutschland (BRD) in den späten 1980er Jahren wurde der Bau der Strecke 1990 beschlossen und begann erst nach dem Ende der Deutschen Teilung 1991. Die Strecke wurde offiziell am 15. September 1998 eröffnet und ist seit dem 20. September 1998 in Betrieb. Das Gesamtprojekt Hannover–Berlin mit Sanierung und Ausbau der Lehrter Bahn wurde nach dem Ende der Deutschen Teilung als Verkehrsprojekt Deutsche Einheit Nr. 4 im Bundesverkehrswegeplan geführt. Die Kosten der Neu- und Ausbaustrecken betrugen rund 5,1 Milliarden DM (rund 2,6 Milliarden Euro, Preisstand: 1990er Jahre).
Die Strecke ist Teil des Kernnetzes der Transeuropäischen Verkehrsnetze.

## Aufbau
Die Strecke gliedert sich in eine 88,1 Kilometer lange Ausbaustrecke zwischen Hannover und Oebisfelde, eine anschließende 149,9 Kilometer lange Neubaustrecke zwischen Oebisfelde und Berlin-Staaken sowie eine weitere 18,2 Kilometer lange Ausbaustrecke von Berlin-Staaken über Berlin-Spandau zum Berliner Hauptbahnhof. Zwischen Hannover und Lehrte ist die Strecke für 160 km/h Höchstgeschwindigkeit ausgebaut, zwischen Lehrte und Oebisfelde für 200 km/h. Im anschließenden Neubauabschnitt bis Berlin-Staaken können 250 km/h gefahren werden. Die zulässige Höchstgeschwindigkeit zwischen Staaken und der Berliner Stadtbahn liegt zwischen 140 und 110 km/h. Auf der Berliner Stadtbahn werden 60 km/h erreicht.
Auf Grund des flachen Profils besitzt die Strecke wenige Kunstbauten, wie einen Tunnel mit Trogstrecke unter dem Elbe-Seitenkanal und vier größere Brücken über den Mittellandkanal, die Elbe, die Havel und den Havelkanal. Die Neubaustrecke wurde erstmals in Deutschland zum überwiegenden Teil in fester Fahrbahn anstelle eines konventionellen Schotter-Oberbaus ausgeführt. In Oebisfelde liegt ein 750 m langes Überholgleis.
An der Strecke liegen die Fernbahnhöfe Berlin Hauptbahnhof, Berlin-Spandau, Wolfsburg Hbf und Hannover Hbf. Stendal Hbf ist über zwei Verbindungsstrecken an die Schnellfahrstrecke angeschlossen und wird von einigen Fernzügen bedient. Zwischen Abzweig Ribbeck und Abzweig Bamme verläuft sie mit der sonst parallel laufenden Stammstrecke auf 17 km Länge im selben Gleis, die Höchstgeschwindigkeit liegt hier bei 200 km/h.
Die Kilometrierung der Schnellfahrstrecke entspricht im Abschnitt Berlin-Spandau–Oebisfelde der der Stammstrecke plus etwa 100.

## Geschichte

### Hintergrund
Nachdem aus den 1975 ausgehandelten Verträgen von Helsinki eine Entspannungspolitik zwischen West- und Ostdeutschland einsetzte, waren verschiedene Bundesregierungen bereit, zur Verbesserung des Zugangs nach West-Berlin auch Infrastrukturprojekte auf dem Boden der DDR finanziell zu fördern. Nachdem die von bis zu zehn Transit-Schnellzügen je Richtung befahrene Relation Berlin Zoo–Hannover mit Reisezeiten von bis zu vier Stunden unattraktiv erschien, entstanden in der Bundesrepublik Pläne, für den Berlin-Verkehr den kürzestmöglichen Korridor durch die DDR auszubauen.
Schlecht ausgebaute Strecken und veraltete, unkomfortable Fahrzeuge sorgten im von der Deutschen Reichsbahn betriebenen Verkehr zwischen West-Berlin und der Bundesrepublik in den 1980er Jahren für stetige Fahrgastrückgänge. Keine der fünf Transitstrecken war durchgehend elektrifiziert, nur eine verfügte über ein durchgehend geschweißtes Gleis. Allein zwischen 1980 und 1984 ging die Zahl der Bahnfahrgäste im Korridorverkehr um 638.577 zurück, etwa ein Fünftel des Gesamtaufkommens. Gleichzeitig stieg die Zahl der Transitreisenden im Straßenverkehr um 19 Prozent auf nahezu 20 Millionen Menschen an. Die DDR-Regierung hatte kein Interesse daran, den westdeutschen Transitverkehr zu finanzieren. Aber auch die Regierung der Bundesrepublik sah aufgrund fehlenden Einflusses auf den Betrieb und wegen dringenderer Investitionsvorhaben bei der Bundesbahn zunächst andere Prioritäten, als die Transitstrecken auszubauen.

### Planung

#### Vor der Deutschen Wiedervereinigung
In den 1980er Jahren wurde unter anderem im Deutschen Bundestag über den Ausbau der Schienenwege nach Berlin diskutiert. Die Relation Berlin–Hannover, über die rund die Hälfte des Schienen-Transitverkehrs abgewickelt wurde, genoss dabei eine vorrangige Bedeutung. Bereits um 1984 wurde dabei die Errichtung eines separaten Korridors zwischen Berlin und Hannover entlang der Lehrter Bahn diskutiert. Die Reisezeit zwischen Hannover und Berlin sollte von rund vier Stunden einschließlich dreier Zwischenhalte und Grenzaufenthalt auf rund 100 Minuten reduziert werden.
Anfang 1984 schlug das Bundesforschungsministerium unter Heinz Riesenhuber, mit Unterstützung des niedersächsischen Ministerpräsidenten Ernst Albrecht und Berlins Regierendem Bürgermeister Eberhard Diepgen, zunächst den Bau einer Transrapid-Strecke zwischen Hannover und Berlin vor. Neben einer Variante entlang bestehender Bahnstrecken, nördlich an Helmstedt und Magdeburg vorbei, wurde auch eine Variante über Wolfsburg und Stendal diskutiert. Bei einer Spitzengeschwindigkeit von 400 km/h und Baukosten von vier Milliarden D-Mark sollte die Reisezeit zwischen den beiden Städten von dreieinhalb auf eine Stunde sinken. Diese Variante schied aus verschiedenen Gründen frühzeitig aus. So war die DDR-Regierung nicht gewillt, sich ihren Bürgern durch den Vergleich eines High-Tech-Verkehrsmittels aus dem „Westen“ und dem Verkehrsalltag der DDR zu offenbaren. Darüber hätten Grenzaufenthalte den Zeitvorteil der Magnetbahn gegenüber einer konventionellen Bahn reduziert. Im Übrigen hätte die Magnetbahn ein Umsteigen für die Benutzer von über Hannover bzw. Berlin hinaus fahrenden Reisezügen erfordert und wäre kaum für den Güterverkehr geeignet gewesen.
Ab etwa 1985 wurde eine konventionelle Rad-Schiene-Neubaustrecke diskutiert. Die DDR-Regierung bestand darauf, die gesamte Neubaustrecke in Eigenregie zu erstellen, wobei die Kosten der Bundesrepublik in Rechnung gestellt werden sollten. Die Diskussion über die großräumige Linienführung nahm etwa zwei Jahre in Anspruch.
Ein im September 1986 angefertigtes Gutachten der DE-Consult im Auftrag des Landes Berlin untersuchte dabei zwei Varianten:
- eine Nordtrasse über Wolfsburg und Stendal auf der alten Lehrter Bahnstrecke. An die Neubaustrecke sollte sich die Ausbaustrecke von Wolfsburg nach Hannover anschließen. Dabei war die Neu- und Ausbaustrecke für den Personen- und die Stammstrecke für den Güterverkehr vorgesehen. Die Nordvariante ist die kürzeste Verbindung zwischen Hannover und Berlin und wurde bereits vor dem Zweiten Weltkrieg von Fernschnelltriebwagen befahren.
- eine Südtrasse über Magdeburg und Potsdam auf der Berlin-Potsdam-Magdeburger Bahn.

Für eine für 250 km/h ausgelegte Neubaustrecke Berlin–Drewitz–Braunschweig–Anderten–Hannover, mit optionaler Anbindung Magdeburgs, wurden in dem DE-Consult-Gutachten Kosten zwischen 2,7 und 3,1 Milliarden D-Mark kalkuliert. Bei Fahrzeiten zwischen 97 und 118 Minuten zwischen Berlin und Hannover sollten die Fahrgastzahlen bis zum Jahr 2000 von 1,9 Millionen (Null-Szenario) auf 5,1 bis 5,5 Millionen steigen. Das Gutachten favorisierte die Nordtrasse.
Ein im Auftrag des Bundesverkehrsministerium erstelltes Gutachten der Freiburger Beratergruppe Verkehr+Umwelt GmbH betrachtete ausschließlich eine Neubaustrecke zwischen Berlin-Charlottenburg über Stendal und Wolfsburg nach Hannover. Für eine Neubaustrecke auf dieser Achse wurden 4,5 Milliarden DM kalkuliert, für einen Ausbau der bestehenden Strecke 2,5 Mrd. DM (zzgl. 400 Mio. DM für ein möglicherweise notwendiges drittes Gleis). Für die Neuvariante wurden 4,3 bis 5,3 Mio. Fahrgäste erwartet, für die Ausbauvariante 3,6 bis 4,6 Mio.; gleichzeitig sollte das Verkehrsaufkommen auf anderen Korridoren zurückgehen.
Die Nordvariante über Stendal kam auch dem Wunsch der DDR-Führung entgegen, die Neubaustrecke als reine Transitverbindung durch wenig besiedeltes Gebiet und ohne Verknüpfung zum Reichsbahn-Netz zu schaffen. Die Südvariante galt dagegen als relativ schwierig. Sie hätte unter anderem eine Umgehung des hoch belasteten Eisenbahnknotens Magdeburg und eine neue Elbquerung erfordert sowie den Binnenverkehr der DDR tangiert. Auch die Streckenführung innerhalb der Bundesrepublik war umstritten. Insbesondere war Braunschweig daran interessiert, über eine Schleife zwischen Hannover und Wolfsburg an die Schnellfahrstrecke angebunden zu werden. Für die Nordvariante hat laut Bahnangaben von 1990 ferner ihre zügige Realisierbarkeit gesprochen. Der Stadt Braunschweig, die in der zweiten Hälfte der 1980er Jahre sich vehement für die Südvariante ausgesprochen hatte, wurde eine Ausbaustrecke nach Wolfsburg versprochen.
Indes erschien die zunächst geplante Höchstgeschwindigkeit von 200 km/h der Regierung der DDR zu hoch – sie erhoffte sich Aufträge für die Lokomotivindustrie der DDR, die zu diesem Zeitpunkt keine Lokomotiven für Geschwindigkeiten über 160 km/h liefern konnte. Mitte 1988 ging das Bundesverkehrsministerium, ausgehend von der Nordvariante, von einer Planungsphase von zwei bis drei Jahren und einer anschließenden Bauzeit von rund vier Jahren aus. Die Gesamtkosten wurden auf drei Milliarden D-Mark geschätzt. Die Verhandlungen zwischen den beiden Regierungen sollten bis Ende 1988 abgeschlossen werden.
Ein erstes Sondierungsgespräch über den Ausbau der Lehrter Bahn für Geschwindigkeiten bis zu 200 km/h fand am 16. September 1988 zwischen Hans-Otto Bräutigam, dem Leiter der Ständigen Vertretung der Bundesrepublik in der DDR, und Heinz Gerber, dem stellvertretenden Verkehrsminister der DDR, statt. Strittig blieb unter anderem auch die Frage, ob die DDR weiterhin ein Kontrollrecht in den durchfahrenden Zügen beanspruchen würde. Vorgesehen war dabei zunächst ein zweigleisiger Ausbau der Bestandsstrecke für 200 km/h, hinter dem als Bahnhof Zoo vorgesehenen Endpunkt war dabei, nahe der Sektorengrenze, eine große Abstellanlage vorgesehen.
Mit dem Fall der Berliner Mauer im November 1989 und der Deutschen Wiedervereinigung am 3. Oktober 1990 wurde diese Frage hinfällig. Die Verhandlungen der Kommission Verkehrswege wurden zügig fortgeführt und am 8. Juni 1990 abgeschlossen. Das Ergebnisprotokoll der Arbeitsgruppe bildete die Grundlage für die nachfolgende Grundsatzvereinbarung. Bei Sondierungsgesprächen auf politischer Ebene war nach Angaben der Bundesbahn bereits im Dezember 1989 eine weitgehende Einigung auf die Nordvariante über Stendal erzielt worden. Zu diesem Zeitpunkt hatte die DDR die Bereitschaft erklärt, die Ausführung des Projektes Generalunternehmern aus der Bundesrepublik zu übertragen, wobei Unternehmen aus der DDR an der Umsetzung beteiligt werden sollten.

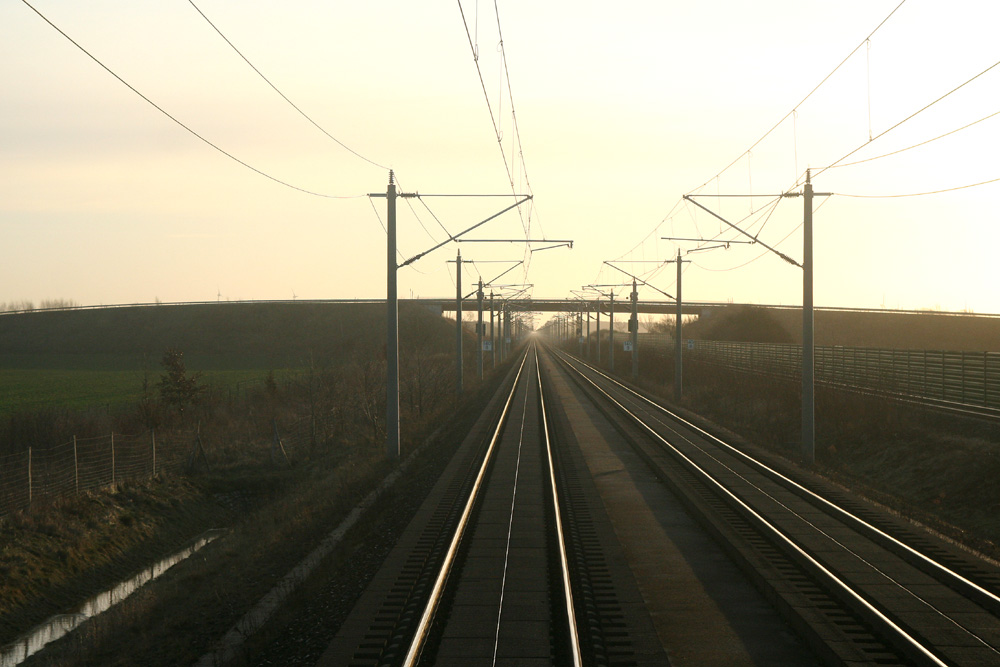
Die Schnellfahrstrecke Hannover–Berlin acht Kilometer östlich von Ribbeck

Am 28. Juni 1990 – nach mehr als zweijährigen Verhandlungen – unterzeichneten die Verkehrsminister der beiden noch getrennten deutschen Staaten, Horst Gibtner und Friedrich Zimmermann, in Bonn die Grundsatzvereinbarung über den Bau einer zweigleisigen, elektrifizierten Eisenbahnschnellverbindung zur Verbesserung des Personen- und Güterverkehrs auf der Strecke zwischen Berlin und Hannover (andere Quelle: Schnellbahnverbindung (SBV) Hannover–Berlin) entlang der bestehenden Lehrter Bahn. Die Vereinbarung regelte die Realisierung des Projektes zwischen Oebisfelde bis zum Bahnhof Berlin Friedrichstraße (ausschließlich). Dabei wurde auch die Gründung der Planungsgesellschaft Schnellbahnbau Hannover–Berlin zur Realisierung der Schnellverbindung zwischen Oebisfelde und Staaken vereinbart, die im August 1990 vollzogen wurde. Das Vorhaben sollte bis 1997 realisiert werden.
Da das Gelände an der weitgehend parallel verlaufenden Bestandsstrecke im Besitz der Deutschen Reichsbahn war, konnten dort bereits vor Unterzeichnung der Vereinbarung erste Vermessungsarbeiten durchgeführt werden.
Die Entscheidung zu Gunsten der Nordvariante fiel dabei unter anderem aufgrund der geringeren Siedlungsdichte und der geringeren Zahl an Naturschutzgebieten, die zu durchfahren waren. Zunächst offen war dabei noch der Verlauf der Ausbaustrecke zwischen Oebisfelde und Hannover, für die drei Varianten mit Reisezeiten zwischen 49 und 61 Minuten diskutiert wurden. Ende 1990 fiel die Entscheidung, die Ausbaustrecke auf direktem Weg von Hannover nach Oebisfelde ohne direkte Anbindung Braunschweigs zu führen. Für die Planung der Schnellbahn Hannover–Berlin waren im Bundeshaushalt 1990 bereits 23 Millionen D-Mark vorgesehen.
Die Strecke wurde für schnellen Personenverkehr (bis 250 km/h) und Güterverkehr (100 bis 160 km/h) vorgesehen. Bei einer Entwurfsgeschwindigkeit von 250 km/h sollte dazu ein Regelradius von 4400 m mit bis zu 80 mm Überhöhung und etwa 80 mm Überhöhungsfehlbetrag hergestellt werden. Die maximale Längsneigung wurde mit 12,5 Promille festgelegt. Überleitverbindungen bzw. Überholbahnhöfe waren zunächst in einem Abstand von sieben Kilometer vorgesehen, die damit gebildeten Ganzblöcke sollten mit Hl-Signalen begrenzt und mit LZB-Blockabschnitten von etwa 1,5 bis 2,5 km Länge unterteilt werden.
Gegen das Projekt richteten sich vielfältige Bürgerinitiativen und kommunale Widerstände.

#### Verkehrsprojekt Deutsche Einheit Nr. 4

Verkehrsprojekte Deutsche Einheit (Übersichtskarte)

1991 wurde das Projekt als Verkehrsprojekt Deutsche Einheit Nr. 4 in den Katalog der 17 Verkehrsprojekte Deutsche Einheit aufgenommen. Vorgesehen war neben dem Neu- bzw. Ausbau zur Schnellfahrstrecke auch die Rekonstruktion der Lehrter Bahn in weiten Teilen sowie der Ausbau der Fernbahnstrecke zwischen Berlin-Spandau und Berlin-Ostbahnhof. Im Zusammenhang mit dem Projekt entstanden unter anderem der neue Fernbahnhof Berlin-Spandau und die Weddeler Schleife zwischen Wolfsburg und Braunschweig. Anfang 1991 war der Baubeginn für Frühjahr 1992 und die Inbetriebnahme der Strecke für Mitte 1997 geplant. Die geplanten Gesamtkosten wurden mit rund 4,5 Milliarden D-Mark veranschlagt. Zum 1. Januar 1992 und zum 1. Januar 1993 wurde mit Kosten von etwa 5,0 Mrd. D-Mark gerechnet.
Das Projekt wurde im Bundesverkehrswegeplan 1992 als neues Vorhaben mit geplanten Gesamtkosten von 3,085 Milliarden DM im Bereich der damaligen Bundesbahn sowie 3,085 Milliarden DM im Bereich der damaligen Deutschen Reichsbahn geführt (Preisstand: 1. Januar 1991). Das Projekt wurde dabei in der höchsten Prioritätsstufe, dem so genannten indisponiblen Bedarf geführt. Es unterlag ferner dem 1991 in Kraft gesetzten Verkehrswegeplanungsbeschleunigungsgesetz. Das Projekt war ferner Bestandteil der nördlichen Hauptachse Paris–Brüssel–Köln–Hannover–Berlin im Europäischen Infrastrukturleitplan.

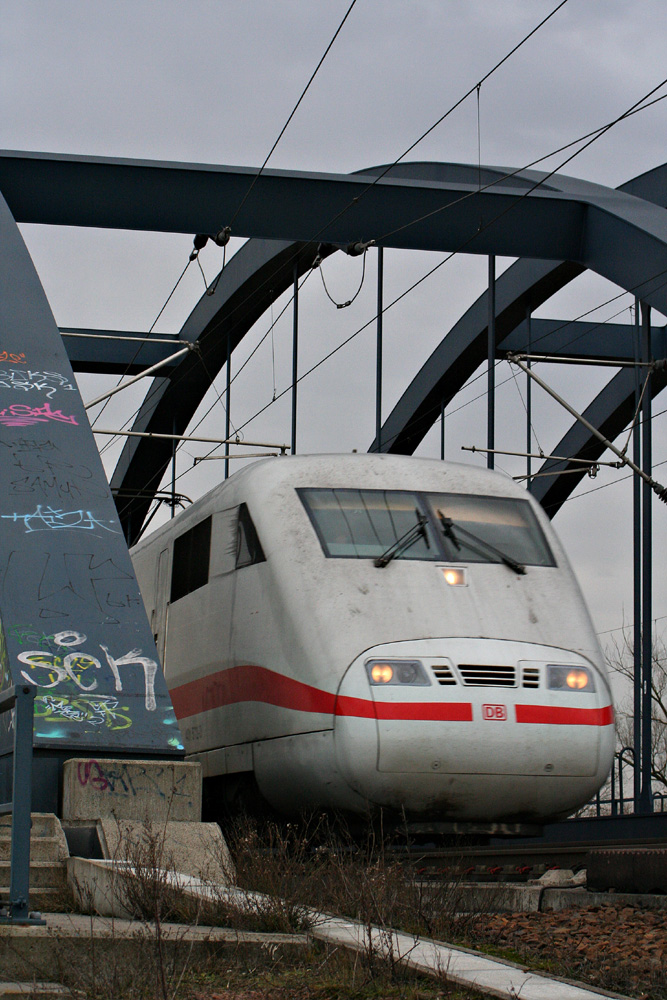
Ein ICE 1 überquert die Havelkanal-Brücke bei Wustermark

Für die Schnellfahrstrecke war im Personenverkehr ursprünglich nur eine stündliche IC-/ICE-Linie zwischen Hannover bzw. Braunschweig und Berlin vorgesehen. Bei Abfahrten in den Endbahnhöfen zwischen 6 und 22 Uhr sowie einzelnen Verdichterzügen sollten 17 Trassen je Tag und Richtung eingerichtet werden. Durch die Wiedervereinigung erhöhte sich das Verkehrsaufkommen deutlich, sodass 1991 mit vier über die Strecke zu führenden Linien des Personenfernverkehrs gerechnet wurde:
- Berlin–Hannover–Ruhrgebiet
- Berlin–Hannover–Bremen
- Berlin–Wolfsburg–Braunschweig–Kassel–Frankfurt am Main
- Berlin–Stendal–Salzwedel–Uelzen–Hamburg

Bei einer Interregio-Linie sowie Schnellzug-, Nah- und Güterverkehr wurde im am stärksten belasteten Abschnitt Berlin–Stendal mit bis zu 200 Zügen je Tag und Richtung für die Hochgeschwindigkeits- und die Stammstrecke gerechnet. In der Folge wurden die ursprünglich als Perspektivgeschwindigkeit vorgesehenen 250 km/h als Entwurfsgeschwindigkeit geplant. Die Stammstrecke sollte für Fahrgeschwindigkeiten von 160 statt 120 km/h ausgebaut werden, Grobplanum und Ingenieurbauwerke der weitgehend eingleisigen Stammstrecke zwischen Staaken und Stendal sollten für die Aufnahme eines zweiten Gleises vorbereitet werden.
Zuständig für Planung und Bau der Strecke waren zunächst drei Planungsgruppen: Während für den Abschnitt Hannover–Oebisfelde die Projektgruppe NBS Hannover der Bundesbahndirektion Hannover zuständig war, wurde der Abschnitt Oebisfelde–Berlin-Staaken von der Planungsgesellschaft Schnellbahnbau Hannover–Berlin mbH (PGS) betreut, die zum 1. April 1996 in die Planungsgesellschaft Bahnbau Deutsche Einheit überging. Der Abschnitt in Berlin fiel in die Zuständigkeit der Projektgesellschaft Verkehrsanlagen im Zentralen Bereich (PVZB), einer Tochter des Berliner Senates und der Deutschen Bahn.
Am 3. Juli 1990 wurde das Raumordnungsverfahren für den 86 km langen Streckenabschnitt in Sachsen-Anhalt eingeleitet. Es wurde als erstes Raumordnungsverfahren der Strecke am 19. Juli 1991 abgeschlossen. In Brandenburg wurde im Rahmen des Raumordnungsverfahrens zunächst am 10. April 1992 die Nordtrasse bestätigt, am 7. August 1992 folgte die landesplanerische Beurteilung. Das Vorhaben wurde in Brandenburg in sieben Planfeststellungsabschnitte eingeteilt; Ende April 1993 liefen in fünf Abschnitten die Planfeststellungsverfahren. Der Großteil der Planfeststellungsverfahren in Sachsen-Anhalt wurde zwischen Herbst 1992 und Herbst 1993 abgeschlossen, in Brandenburg und Berlin zumeist in den Jahren 1995 und 1996; der letzte Planfeststellungsbeschluss wurde im Februar 1998 gefasst. Der sachsen-anhaltische Abschnitt war dabei in elf Planfeststellungsabschnitte eingeteilt.

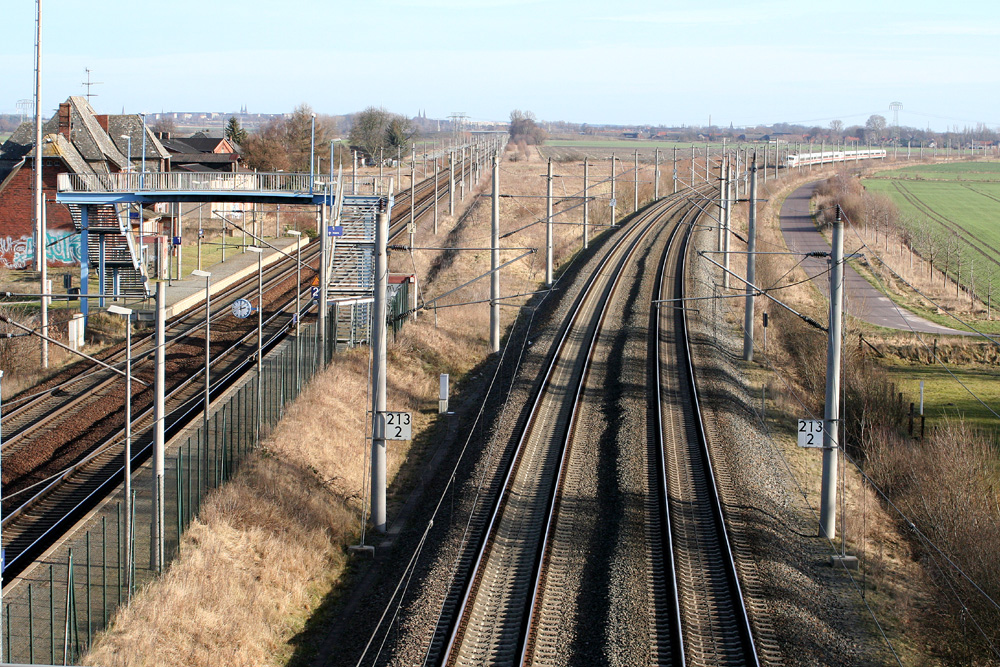
Die Südumfahrung Stendals (rechts) trennt sich bei Möringen von der Strecke nach Stendal (links).

Mit der Südumfahrung von Stendal wurde zum ersten Mal in der deutschen Geschichte die Planung einer Eisenbahnstrecke durch Gesetz (so genanntes Investitionsmaßnahmegesetz) genehmigt. Das Mitte 1992 vom Bundeskabinett beschlossene Gesetz wurde am 30. November 1993 verkündet und trat am 1. Dezember 1993 in Kraft. Am gleichen Tag folgte der erste Spatenstich in diesem Abschnitt. Durch das Gesetz wurde auch der unbedingte Wille der Stadt Stendal, die Neubaustrecke aufwendig durch den Bahnhof der Stadt zu führen, umgangen. Die Stadt hatte sich zwischenzeitlich geweigert, einen 3 km langen Abschnitt der Südumfahrung, der Stendaler Stadtgebiet berührt, für die Bauarbeiten freizugeben, und die Deutsche Bahn wurde schließlich in dessen Besitz eingewiesen.
Zwischen Oebisfelde und Wolfsburg-Fallersleben (Weddeler Schleife) wurde auf einer Länge von 18 Kilometern ein drittes Gleis errichtet. Ursprünglich war bereits damals geplant, auch die Stammstrecke zu elektrifizieren und für 160 km/h zu ertüchtigen. Zwischen Oebisfelde und Miesterhorst wurden dazu erste Fahrleitungsmasten errichtet. Aus Kostengründen wurde schließlich festgelegt, die Stammstrecke größtenteils nur eingleisig für den Regional- und Güterverkehr im Dieselbetrieb auszubauen. Ebenfalls aus Kostengründen reduziert wurde die Zahl der Verknüpfungen zwischen Neubau- und Stammstrecke (sieben) sowie die Zahl der Überleitstellen auf der Neubaustrecke (acht statt der ursprünglich geplanten 16). Mit dem Ende 2016 in Kraft getretenen Schienenausbaugesetz wurde beschlossen, die Stammbahn auf gesamter Länge zu elektrifizieren und ein weiteres Gleis zwischen Abzw Ribbeck und Abzw Bamme zu bauen. Der Ausbau befindet sich im vordringlichen Bedarf des BVWP 2030.
In einem Abschnitt in Brandenburg mussten zum Schutz der dort lebenden Großtrappen spezielle Schutzmaßnahmen eingeplant werden.

#### Trappenschutzgebiet Havelländisches Luch

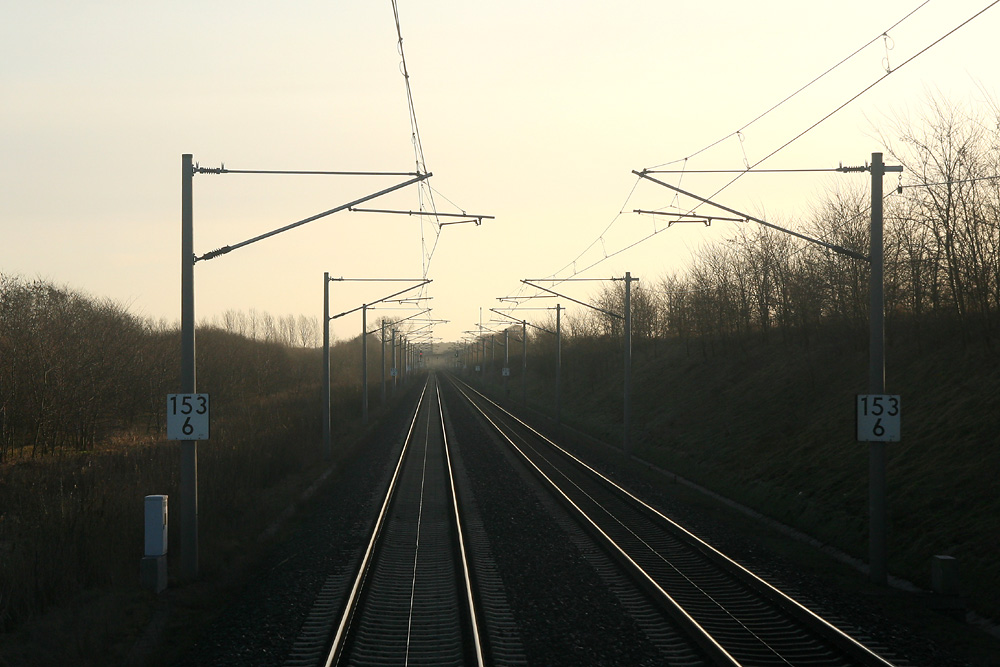
Verlauf der Schnellfahrstrecke im Trappenschutzgebiet. Zu erkennen ist die niedrige Bauweise der Oberleitungsmasten sowie rechts ein aufgeschütteter Erdwall.

Östlich von Rathenow bei Buckow führt die Strecke durch das 6.400 Hektar umfassende Naturschutzgebiet Havelländisches Luch. Das seit 1978 ausgewiesene Gebiet ist eines der letzten Refugien der vom Aussterben bedrohten Großtrappe, der größten flugfähigen Vögel Europas, in Deutschland. Mitte der 1990er Jahre lebten in dem Gebiet rund 30 der letzten 130 noch in Deutschland lebenden Großtrappen. Seit 1991 zählt das Gebiet zu den Europäischen Vogelschutzgebieten und ist zudem als Important Bird Area eingestuft.
Die Planung von 1992 sah noch einen durchgehenden Neubau für 250 km/h zwischen Oebisfelde und Staaken vor. Anfang der 1990er Jahre hatte das Brandenburgische Umweltministerium die Planungsgesellschaft Bahnbau Deutsche Einheit (PBDE) aufgefordert, die Trasse auf vier Kilometern Länge in einen Trog zu legen. Als besonders schwierig galt dabei das unmittelbar unter dem Gelände anliegende Grundwasser des Moorgebietes, dessen Strömungen durch einen Tunnel nachhaltig beeinflusst worden wären und zu einer teilweisen Trockenlegung des Moores hätten führen können.
Anfang 1994 wurde, neben einer (letztlich realisierten) direkten Linienführung durch das Gebiet – damals noch für 250 km/h –, eine nördliche Umgehung des Trappenschutzgebietes erwogen. Diese Trasse hätte die Bestandstrasse östlich von Rathenow in nördlicher Richtung verlassen und hätte Kotzen nördlich umgangen, um bei Sandkrug (Ribbeck/Nauen) auf die Bestandstrasse einzufädeln. Bis 1995 dauerte die Diskussion über die Durchfahrung dieses Gebietes. Dabei wurde auch der Bau eines sechs Kilometer langen Tunnels für rund eine Milliarde DM in Erwägung gezogen. Um die Vögel nicht zu stören, wäre hier nur ein Bau mit Schildvortrieb bei einer Bauzeit von etwa sieben Jahren möglich gewesen. Ein Tunnel in offener Bauweise für etwa 500 Millionen DM wurde ebenso geprüft wie eine Umgehung des gesamten Gebiets.
Die Europäische Kommission stellte letztinstanzlich fest, dass der Bau der Schnellfahrstrecke mit dem Schutz der Vögel vereinbar sei. Im Herbst 1995 vereinbarten Brandenburgs Ministerpräsident Manfred Stolpe und Bahnchef Heinz Dürr Schutzmaßnahmen für die Großtrappen. Um die gefährdeten Bestände zu schützen, wurden ab Oktober 1995 sieben Meter hohe Dämme aufgeschüttet. Die etwa fünf Kilometer langen Dämme liegen zwischen den Streckenkilometern 52,70 und 57,95 der Lehrter Bahn (entsprechend Kilometer 152,70 und 157,95 der Schnellfahrstrecke). Sie kosteten rund 12 Millionen Euro (23 Millionen DM, Preisstand: 1990er Jahre) und dienen als Überflughilfen für die recht trägen, flach startenden Vögel. Darüber hinaus wurde auf einem 17 Kilometer langen Abschnitt (Streckenkilometer 148,5 bis 165,5) auf das dritte Gleis für die parallele Altstrecke der Lehrter Bahn verzichtet und der entsprechende Verkehr über die Neubaustrecke geführt. Anfang 1996 war vorgesehen gewesen, die Strecke im Bereich der Erdwälle für 160 km/h auszubauen und nur im übrigen Trappenschutzabschnitt für 200 km/h auszulegen, schließlich wurde die Höchstgeschwindigkeit auf dem gesamten Abschnitt auf 200 km/h begrenzt. Zudem wurden Fahrleitungsmasten mit reduzierter Höhe aufgestellt. Zusätzlich wurde ein Gebiet von rund 300 Hektar als Ausgleichsflächen ökologisch aufgewertet.
Aus Rücksicht vor der Balz-, Brut- und Aufzuchtzeit der Vögel musste der Bau in diesem Gebiet zwischen März und August der Jahre 1996 und 1997 ruhen. Mit Rücksicht auf die Sperrpause wurde auch im Winter betoniert. Zwischen Oktober 1995 und Ende Februar 1996 wurden zunächst drei Meter hohe Wälle aufgeschüttet. Nach der Brutzeit wurde zwischen August 1996 und Februar 1997 die Erhöhung der Wälle weitgehend abgeschlossen. Die notwendigen Umplanungen führten auch zur Verschiebung der ursprünglich für 1997 geplanten Eröffnung.
Zu Beginn der Bauarbeiten wurden 16 Vögel gezählt, Ende 1999 37 Exemplare, im Februar 2012 51 Vögel. Der Förderverein Großtrappenschutz führte die gestiegene Balzfreude auf die Auswirkungen der Umweltbegleitmaßnahmen im Rahmen der Errichtung der ICE-Strecke zurück. Trotz dieser positiven Entwicklung des Bestands sind weiterhin umfangreiche aktive Maßnahmen zum Erhalt der Großtrappe notwendig wie eine intensive Bejagung von Füchsen oder durch Zäune geschützte Brutgebiete.

### Bau

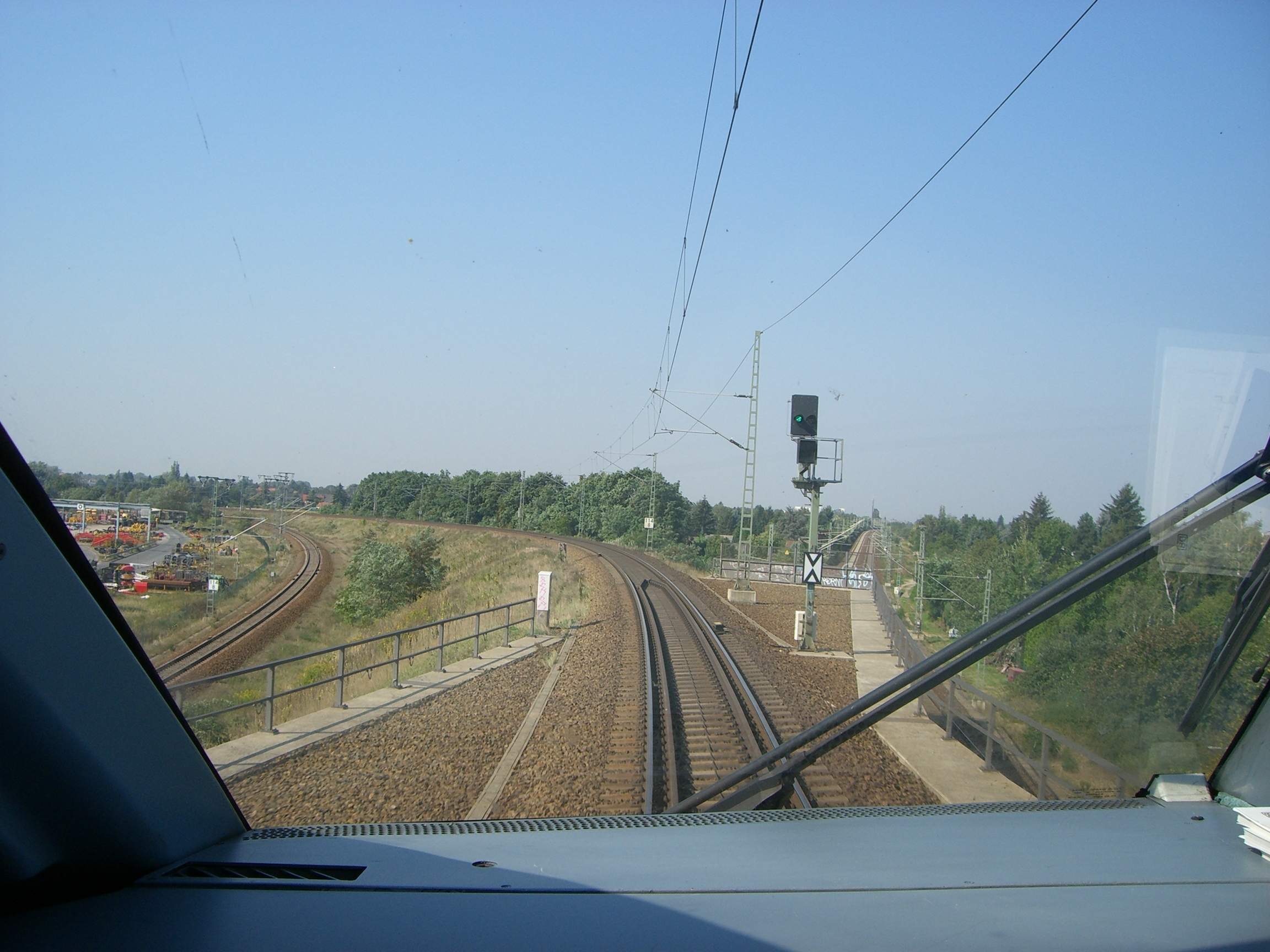
Bild aus dem Führerstand eines ICE 1 bei Spandau, Richtung Hannover. Hier überquert das nördliche Gleis der Schnellfahrstrecke kreuzungsfrei das Gleis Hamburg–Berlin.

Die Baugrunderkundung begann 1990 mit Bohrungen im Abstand von durchschnittlich etwa 100 m. Ab 1991 folgten hydrologische Untersuchungen.
Der Bau begann am 11. November 1992 mit der Grundsteinlegung bei der Elbebrücke Hämerten. Parallel zum Bau der Neubaustrecke erfolgte eine Sanierung der Lehrter Bahn, vor dem Zweiten Weltkrieg eine der bedeutendsten West-Ost-Magistralen Deutschlands. Gleichzeitig erfolgte auch der Neubau des Fernbahnhofs Berlin-Spandau und der Weddeler Schleife, einer 21 Kilometer langen Verbindung zwischen den Bahnhöfen Wolfsburg-Fallersleben und Weddel (bei Braunschweig).
Mit der Inbetriebnahme der Bahnstromleitung Oebisfelde–Rathenow am 14. März 1995 wurde erstmals eine Bahnstrom-Verbindung zwischen West- und Ostdeutschland hergestellt.
Anfang 1996 waren die Arbeiten auf 69 km Länge in Niedersachsen in Gang, die Vorarbeiten an der Stammstrecke in Sachsen-Anhalt abgeschlossen und die Erdarbeiten für die Neubaustrecke auf 86 km Länge im Gange. In Berlin liefen umfangreiche Baumaßnahmen. Bis 1996 wurden 3,531 Milliarden D-Mark in die Neubaustrecke, einschließlich des Ausbaus der Stammstrecke, jedoch ohne den Knoten Berlin (ab Berlin-Staaken) investiert. Im April 1997 waren die Arbeiten im 69 km langen niedersächsischen Abschnitt weitgehend abgeschlossen. In Sachsen-Anhalt liefen Tief- und Brückenbauarbeiten für die Strecke, abschnittsweise war bereits mit dem Verlegen der Gleise und der Elektrifizierung begonnen worden; der Abschnitt zwischen Oebisfelde und Gardelegen war dabei bereits fertiggestellt. In Brandenburg liefen Bauarbeiten an den Trappenschutzwällen, während die Havelbrücke bei Rathenow weitgehend abgeschlossen war.
Im Oktober 1997 wurde mit der Brücke über den Havelkanal die letzte von insgesamt 68 Überführungen fertiggestellt.
Während der Bauphase gruben Archäologen in Brandenburg rund 4.000 Erkundungslöcher entlang des Streckenverlaufes. Den Grabungen gingen Erkundungen am Boden und in der Luft voraus. An 30 Fundstellen wurden die Forscher fündig. Einige Fundstücke sind über 1.500 Jahre alt, darunter Stücke aus dem 4. und 5. Jahrhundert.
Im September 1997 wurde die Havelkanalbrücke Wustermark fertiggestellt. Zwischen April und August 1998 erfolgten zahlreiche Test- und Abnahmefahrten mit dem ICE S bei bis zu 331 km/h.
2005 begann, als bislang letzte Maßnahme, der lange geplante Umbau des Ostbereichs im Bahnhof Lehrte. Seit 15. Januar 2007 stehen in Lehrte zwei neue Brücken als Überwerfungsbauwerke zur Verfügung. Damit können die Verkehre im stark belasteten Knoten entmischt werden. Im Sommer 2008 konnten mit Umbauarbeiten an Weichen die Baumaßnahmen abgeschlossen werden. Die Durchfahrgeschwindigkeit der Fernzüge hat sich von 60 auf 120 km/h erhöht. Für Maßnahmen zwischen Hannover-Tiergarten und Lehrte, einschließlich der Durchfahrung des Bahnhofs, sind im „Investitionsrahmenplan bis 2010 für die Verkehrsinfrastruktur des Bundes“ Mittel in Höhe von 376 Millionen Euro vorgesehen. Bis 2005 wurden davon 290,7 Millionen Euro aufgewendet. Zwischen 2006 und 2010 sollen Bundesmittel in Höhe von 60,7 Millionen Euro investiert werden. Über diesen Zeitraum hinaus besteht ein Finanzierungsbedarf in Höhe von 24,6 Millionen Euro.
Neben den Schutzmaßnahmen für die Durchfahrung des Trappenschutzgebietes (siehe oben) nahm die Bahn verschiedene naturschutzrechtliche Ersatzmaßnahmen für die Beeinträchtigungen in Natur und Landschaft vor. Dazu gehörte die Neuerschließung des Hangs am Berliner Rupenhorn, an dem die Bahn 750 Meter serpentinenartige Wege und Aussichtspunkte neu anlegte oder restaurierte. Ferner wurden im Berliner Schanzenwald, einem ehemaligen Militärgelände, „umfangreiche Maßnahmen zur Sicherung und Beseitigung von Gefahrenstellen, Entsiegelung von Wege- und Platzflächen, Abbau von Einfriedungen, Wiederherstellung des Landschaftsbildes und zur Erschließung und Gestaltung des Gebietes“ durchgeführt. Für beide Maßnahmen wandte die Bahn rund 1,3 Millionen Euro auf. Weitere 7,5 Millionen Euro investierte die Bahn in die Sanierung, Neugestaltung und Biotop-Renaturierung des Bullengrabens im Berliner Bezirk Spandau zwischen 2004 und 2007. Für diese Ersatzmaßnahme erhielt die Deutsche Bahn den Gustav-Meyer-Preis 2008, der seit 1995 alle zwei Jahre für hervorragend geplante öffentliche Grün- und Parkanlagen vergeben wird.

### Inbetriebnahme
Die Inbetriebnahme war zunächst für 1997 geplant. Noch Anfang 1996 wurde mit der Inbetriebnahme für Ende 1997 gerechnet, Mitte 1996 schließlich mit Mai 1998.
Am 27. März 1998 wurde die Oberleitung zwischen Vorsfelde und Hämerten unter Spannung gesetzt.
Am 24. Mai 1998 wurde die Neubaustrecke im Abschnitt Wolfsburg–Oebisfelde–Stendal in Betrieb genommen. Zunächst verkehrten drei in Stendal endende Interregio-Zugpaare aus Bad Bentheim/Hannover über den 75 km langen Abschnitt. Ihre Fahrzeit verkürzte sich um rund 23 Minuten. Im gleichen Monat ging in Rathenow das letzte der Unterwerke der Strecke in Betrieb. Am 5. August wurde die Oberleitung auf dem übrigen Abschnitt bis Spandau unter Spannung gesetzt. Am gleichen Tag begannen die Testfahrten mit dem ICE S.
Anfang August 1998 wurde das Elektronische Stellwerk Rathenow, das die Strecke zwischen Berlin und Oebisfelde steuert, in Betrieb genommen.
Am 15. September 1998 folgte die feierliche Inbetriebnahme der Neubaustrecke auf ganzer Länge. Der Eröffnung wohnten unter anderem Bundeskanzler Helmut Kohl, Bahnchef Johannes Ludewig und Berlins Regierender Bürgermeister Eberhard Diepgen bei. Dabei wurde im Ostbahnhof Berlin der Eröffnungs-ICE auf den Namen „Claus Graf Stauffenberg“ getauft, bevor der Zug um 11:37 Uhr als ICE 18952 Richtung Hannover über Stendal und Wolfsburg abfuhr. Dabei handelte es sich um einen für das Ereignis neu zusammengestellten ICE 2. Der von zwei Triebköpfen (402 040 und 045) angetriebene Zug umfasste zwei Speisewagen, vier Wagen der ersten Klasse sowie sieben der zweiten. Der mit einer Ausnahmezulassung für 310 km/h verkehrende Zug erreichte bei Schönhausen eine Spitzengeschwindigkeit von 306 km/h. In Stendal und Wolfsburg legte der Zug jeweils etwa rund zehnminütige Zwischenhalte ein. Trotz einer 15-minütigen Verspätung bei der Abfahrt, bedingt durch die Reden der Prominenten, erreichte der Zug um 13:37 Uhr pünktlich sein Ziel.
Die Strecke ging am 27. September 1998 in Betrieb. Der erste Betriebstag war von einer Oberleitungsstörung bei Lehrte geprägt, die zu Verspätungen von bis zu 120 Minuten je Zug führten. Zur Betriebsaufnahme war die Geschwindigkeit der ICE-2-Züge mit führendem Steuerwagen an zwei seitenwind-gefährdeten Stellen auf 200 km/h beschränkt. Nachdem die ICE-Linie 10 (Berlin–Hannover–Ruhrgebiet) über die Schnellfahrstrecke geführt wurde, wurde gleichzeitig die ICE-Linie 10A (Berlin-Wannsee – Potsdam – Magdeburg – Braunschweig – Düsseldorf) mit drei Zugpaaren als Zugeständnis an Potsdamer und Magdeburger Landespolitiker eingerichtet. Die Auslastung dieser Züge lag gegen Ende 1999 bei weniger als 30 Prozent.
Zum 13. Dezember 1998 wurde der Regionalbahn-Verkehr zwischen Berlin-Charlottenburg und Rathenow aufgenommen. 19 Zugpaare der RB-Linie 13 nutzten zwischen Wustermark und Rathenow die Schnellfahrstrecke mit einer Höchstgeschwindigkeit von 160 km/h. Züge Richtung Rathenow mussten dabei zweimal das Schnellfahrgleis der Gegenrichtung kreuzen. Die Zwischenhalte Buschow und Nennhausen wurden in unregelmäßiger Taktfolge bedient.

### Betrieb
Durch die Inbetriebnahme der Neubaustrecke verkürzte sich der Regelweg der Personenzüge zwischen Hannover Hauptbahnhof und Berlin Zoo von 284,3 km auf 255,2 km.
Mit dem Fahrplanwechsel am 27. September 1998 konnte die Fahrzeit zwischen Berlin und Hannover um rund eine Stunde auf eine Stunde und 47 Minuten gesenkt werden. Die Fahrzeit zwischen Berlin und dem Ruhrgebiet sank ebenfalls um eine Stunde, wobei ein Stundentakt eingeführt wurde. Die Fahrzeit zwischen der Hauptstadt und Frankfurt am Main ging um 47 Minuten zurück. 1990 hatte die Fahrzeit zwischen Berlin und Hannover noch bei vier Stunden und zwölf Minuten gelegen. Später sank die Fahrzeit auf rund eineinhalb Stunden, die Fahrzeit nach Frankfurt am Main auf glatt vier Stunden. Die drastische Reisezeitverkürzung durch die Neubaustrecke führte zu steigenden Passagierzahlen, infolgedessen der konkurrierende Flugverkehr zwischen Berlin und Hannover eingestellt wurde. Mit der Aufnahme des Betriebs wurden auch zwei ICE-Sprinter-Zugpaare zwischen Frankfurt und Berlin eingesetzt, die eine Fahrzeit von drei Stunden und 50 Minuten erreichten. Zum Fahrplanwechsel am 30. Mai 1999 verkürzte sich die Fahrzeit zwischen Berlin und Hannover weiter auf eine Stunde und 36 Minuten.
Mit der Eröffnung der Schnellfahrstrecke verloren die beiden Landeshauptstädte Magdeburg und Potsdam einen Großteil der dort bislang haltenden ICE-Züge. Nach Protesten fuhren für einige Zeit wieder ICE-Züge zwischen Berlin und Braunschweig über die Altstrecke.
Nach Angaben der Deutschen Bahn stieg die Zahl der Reisenden von und nach Berlin auf dieser Strecke zwischen 1999 und 2008 um fast 50 Prozent, auf 27.000 Reisende pro Tag, an. An Freitagen werden, nach Angaben der Deutschen Bahn, noch größere Reisendenzahlen erreicht.
2011 nutzen pro Tag etwa 170 Züge die Strecke. Zwischen Berlin und Hannover sind täglich etwa 10.000 Fahrgäste unterwegs (Stand: 2013).
Der Streckenabschnitt zwischen Wustermark und Rathenow wurde am 1. Dezember 2020 zum überlasteten Schienenweg erklärt. Im Dezember 2021 wurde ein Plan zur Erhöhung der Schienenwegkapazität (PEK) vorgelegt.
Ab dem Fahrplanwechsel im Dezember 2023 will die Deutsche Bahn einen Halbstundentakt zwischen Berlin und Hannover anbieten.

## Technik

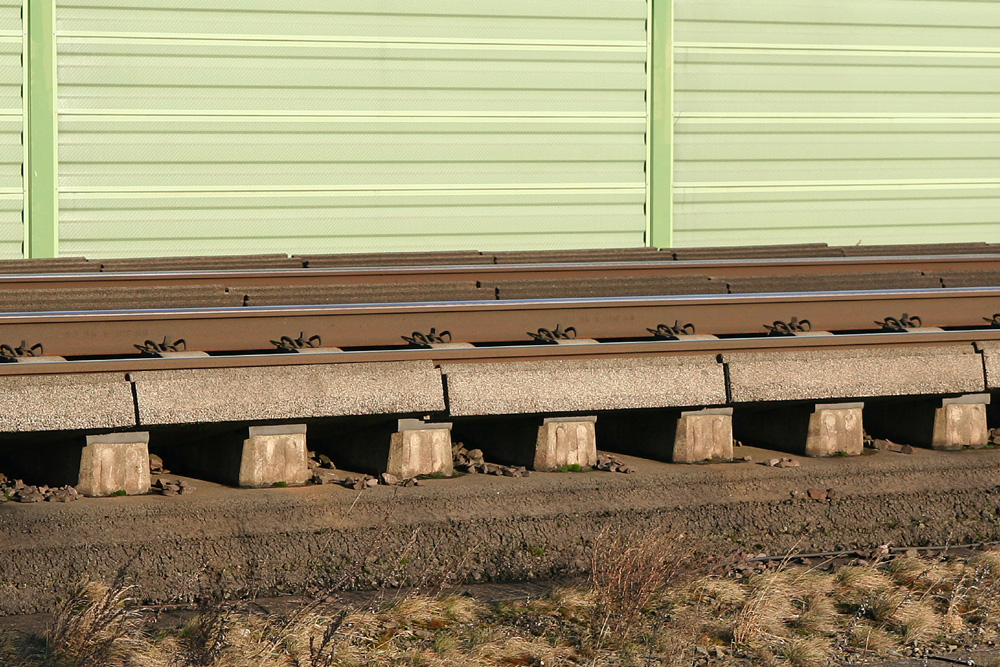
Feste Fahrbahn in Asphalt-Bauform (ATD) bei Staffelde

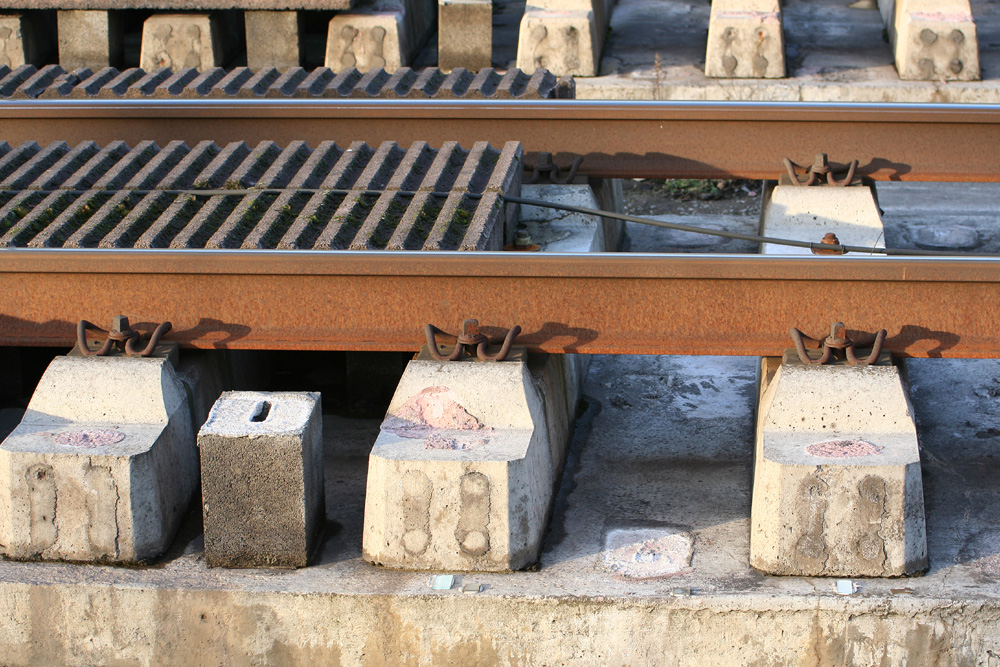
Feste Fahrbahn Bauart BTD V2 auf der Strecke bei Gardelegen

1994 fiel die Entscheidung, mit der Neubaustrecke erstmals eine deutsche Neubaustrecke überwiegend in fester Fahrbahn auszuführen. Auch auf Großbrücken kam das System hier erstmals in Deutschland zum Einsatz. Im Schnellfahrabschnitt ist das System auf 91 Streckenkilometern in beiden Gleisen verlegt: Zwischen den Streckenkilometern 118 und 241, ohne das Trappenschutzgebiet (km 148 bis 166) und die Umfahrung von Stendal (km 201 bis 215). Westlich der Elbe kommen dabei die Bauarten ATD (auf 5,1 km), Züblin (10,6 km) und BTD-V2 (15,8 km) zum Einsatz, östlich der Elbe eine modifizierte Form der Bauart Rheda (59,2 km).
Erstmals auf einer deutschen Schnellfahrstrecke wurden Stahlfachwerkbrücken mit untenliegender Fahrbahn errichtet. Mit den Brücken über die Havel und den Havelkanal kam erstmals die feste Fahrbahn auch auf Brücken des Hochgeschwindigkeitsverkehrs zum Einsatz. Auf der Südumfahrung Stendal wurde auf 14 Streckenkilometer ein konventioneller Schotter-Oberbau mit neuen, schweren Schwellen (B75) eingebaut.
Die Schnellfahrstrecke ist von Lehrte bis Berlin-Spandau (Strecken-km 111) mit linienförmiger Zugbeeinflussung ausgerüstet. Die Neubaustrecke wird von einem elektronischen Stellwerk mit drei Unterzentralen aus der Betriebszentrale Berlin zentral gesteuert, der Ausbauabschnitt Hannover–Oebisfelde aus der Betriebszentrale Hannover.
Bemerkenswert ist die betriebliche Organisation der Streckengleise, die entsprechend dem zur Planungszeit gültigen DR-Regelwerk als parallele eingleisige Strecken gelten. Die Benutzung der Streckengleise wird damit durch Richtungs- statt Gegengleisanzeiger signalisiert. In diese Zuordnung sind auch die Gleise der parallel laufenden Lehrter Bahn einbezogen. Die bis zu vier Gleise werden mit den Kennbuchstaben R, S, T und U bezeichnet.
Auf der Neubaustrecke wurden insgesamt 45 jeweils mit 130 km/h (vereinzelt 160 km/h) abzweigend befahrbare Schnellfahrweichen eingebaut, 27 davon auf der festen Fahrbahn. Erstmals in Deutschland kamen dabei Klothoidenweichen zum Einsatz. Bei Möringen wurde dabei 1997 die mit rund 150 Metern damals längste Eisenbahnweiche in Deutschland eingebaut. Eine Neuerung ist auch die Oberleitung vom Typ Re 330, die Fahrgeschwindigkeiten bis zu 400 km/h erlaubt. Insgesamt wurden 213 Kilometer Bahnenergieleitungen, vier Unterwerke und ein Schaltwerk neu installiert. Die Oberstrombegrenzung auf der Neubaustrecke liegt bei 1500 A.

## Betrieb

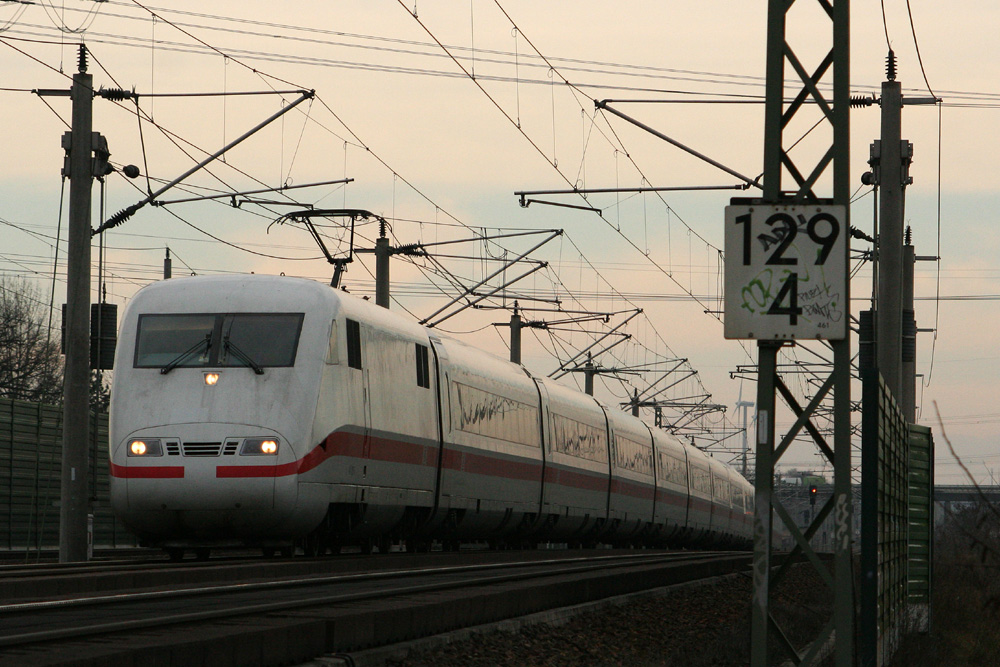
Ein ICE 1 aus Basel auf dem Weg nach Berlin bei Wustermark

Über die Strecke werden mehrere ICE/IC-Linien und eine Linie von Flixtrain geführt:
- ICE-Linie 10: Berlin – Hannover – Bielefeld – Hamm (Westf) – Dortmund – Duisburg – Düsseldorf bzw. Hamm – Wuppertal – Köln. Diese Linie wird mit ICE-2- oder ICE-4-Triebzügen betrieben, die durch ihr Halbzugkonzept in Hamm geflügelt werden können. Die Züge verkehren jede Stunde.
- ICE-Linie 12: Berlin – Braunschweig – Kassel-Wilhelmshöhe – Frankfurt (Main) – Mannheim – Basel (teilweise bis Interlaken-Ost). Es besteht ein Zwei-Stunden-Takt. Diese Linie führt auch über die Schnellfahrstrecke Hannover–Würzburg. Hier werden ICE-1- oder ICE-4-Garnituren eingesetzt. Die Bankenmetropole Frankfurt am Main erreichen ICE-Sprinter-Züge in dreieinhalb Stunden.
- ICE-Linie 13: Berlin – Braunschweig – Kassel-Wilhelmshöhe – Frankfurt (Main) Flughafen. Diese Linie benutzt ebenfalls zwischen Hildesheim und Fulda die Schnellfahrstrecke Hannover–Würzburg. Es kommen ICE 1- oder ICE-T-Garnituren zum Einsatz, die prinzipiell alle 2 Stunden verkehren.
- IC-Linie 77: Berlin – Hannover – Osnabrück – Rheine – Amsterdam im Zwei-Stunden-Takt. Einzelne Züge in Tagesrandlage verkehren von Osnabrück nach Münster (und zurück).
- FLX-Linie 30: Berlin – Wolfsburg – Hannover – Bielefeld – Gütersloh – Hamm (Westf) – Dortmund – Duisburg – Düsseldorf – Köln einmal täglich. Es kommen umgearbeitete Interregio-Garnituren zum Einsatz.

Zwischen Rathenow und Wustermark benutzen auch die Züge der Linie RE 4 (Rathenow–Berlin–Jüterbog) die Gleise der Schnellfahrstrecke. Darüber hinaus verkehren Güterzüge.
Rund 800 Menschen pendeln täglich über die Strecke von Berlin nach Wolfsburg, in Gegenrichtung sind es 250 (Stand: 2013).

### Fahrgeschwindigkeiten

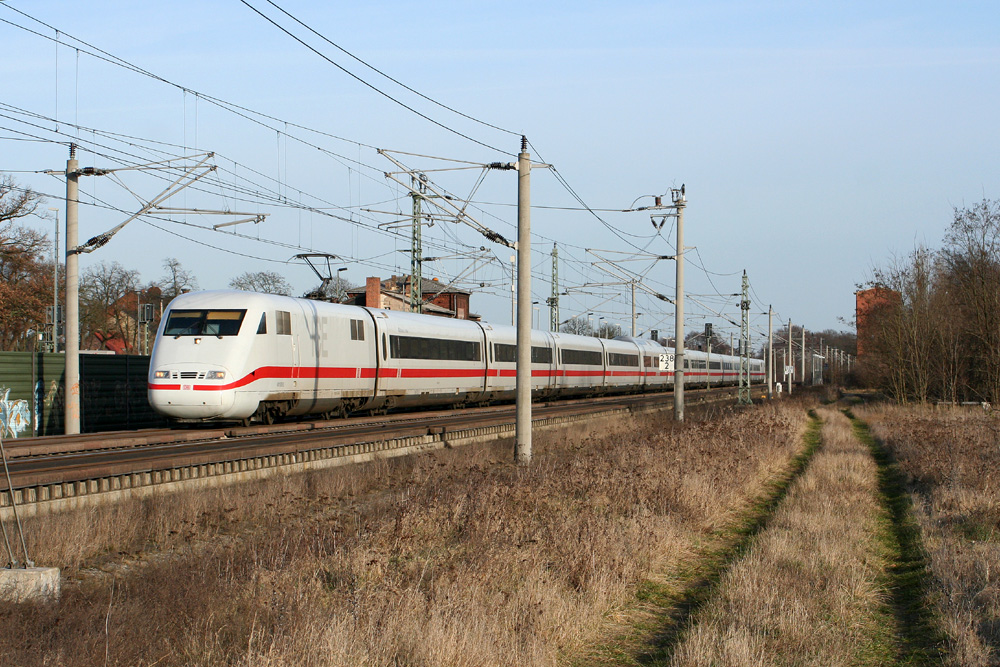
Ein ICE 1 auf der Schnellfahrstrecke bei Gardelegen

Die Neubaustrecke ist zwischen dem Streckenkilometer 178 der Lehrter Bahn (bei Wolfsburg-Vorsfelde) und Streckenkilometer 118 der Schnellfahrstrecke (bei Berlin-Staaken) planmäßig mit 250 km/h befahrbar; im Trappenschutzgebiet (Streckenkilometer 148 bis 166) wurde die Strecke für eine Höchstgeschwindigkeit von 200 km/h ausgelegt. Dieser Abschnitt soll zukünftig auch mit 250 km/h befahrbar sein und entsprechend ausgebaut werden.
Die Ausbaustrecke ist im Abschnitt Lehrte–Wolfsburg–Oebisfelde (Streckenkilometer 237 der Lehrter Bahn bis Streckenkilometer 178 der Neubaustrecke) ebenfalls für Tempo 200 ausgebaut.
Ein ICE 3 befuhr am 23. Mai 2000, im Anschluss an die offizielle Präsentation des ersten Zuges, die Schnellfahrstrecke bis Wolfsburg. Im Rahmen dieser Präsentationsfahrt für Journalisten wurde, mit Sondergenehmigung, eine Höchstgeschwindigkeit von 307 km/h erreicht. Bei einer Präsentations- und Testfahrt erreichte ein ICE 3 im selben Jahr eine Geschwindigkeit von 368 km/h und stellte damit einen neuen Weltrekord für in Serie gefertigte Schienenfahrzeuge auf. Der Rekord hatte bis September 2006 Bestand, als er durch einen Velaro E mit 403,7 km/h auf der Schnellfahrstrecke Madrid–Barcelona–Französische Grenze überboten wurde. Am 22. Februar 2001 erreichte ein ICE 3M auf der Strecke bei einer Testfahrt eine Höchstgeschwindigkeit von 355 km/h.
Am 13. August 2001 erreichte der ICE S mit experimentellen Drehgestellen auf der Neubaustrecke 393 km/h. Nach den im Rahmen der ICE-Weltrekordfahrt am 1. Mai 1988 erzielten Geschwindigkeiten von bis zu 406,9 km/h ist dies die zweithöchste Geschwindigkeit, die bisher auf deutschen Schienen erreicht wurde.
Zur Zulassung der ICE-3-Züge für 330 km/h erreichte ein ICE 3 bei einer Abnahmefahrt am 3. September 2001 bei Gardelegen eine Geschwindigkeit von 367 km/h.

### Unfälle und weitere Ereignisse
Am 21. September 1998 stieß ein Messzug (Lokomotive 101 043) nahe der Elbbrücke Hämerten mit einem Baufahrzeug eines Weichenwerks bei einer Geschwindigkeit von 200 km/h zusammen. Die drei Gleisarbeiter konnten sich retten, während das Baufahrzeug von den Schienen in die Elbe geschleudert wurde. Als Ursache gilt ein Übermittlungsfehler.
Am 9. April 2002 kam es bei Fallersleben zu einem Beinahe-Zusammenstoß. Nachdem in Fallersleben der Rechner der Linienzugbeeinflussung abgestürzt war, kamen auf beiden Streckengleisen jeweils zwei Züge zum Halten. Beim Hochfahren des Rechners wurde dem jeweils hinteren Zug eine Geschwindigkeit von 160 km/h signalisiert, dem vorderen jeweils 0 km/h. Einer der beiden nachfahrenden Lokführer sah den vor ihm stehenden Zug, der andere fragte sicherheitshalber in der Betriebszentrale an, die ihn vor Abfahrt warnte.
Am 17. November 2022 um 3:40 Uhr fuhr ein aus 25 Kesselwagen mit einer Füllung von insgesamt 1200 t Propangas bestehender Ganzzug in Richtung Hannover auf einen vor einem Signal stehenden Güterzug bei km 208,9 westlich von Leiferde auf. Der Lokführer des auffahrenden Zuges wurde verletzt und ins Krankenhaus gebracht, der Lokführer des vor dem Signal stehenden Zuges erlitt leichte Verletzungen. Die ersten vier Kesselwagen stürzten um, zwei von ihnen schlugen leck. Feuer brach nicht aus. Die Oberleitung wurde auf mehreren hundert Metern heruntergerissen. Die Lok des auffahrenden Zuges kletterte auf den letzten Wagen des gerammten Zuges, einen vierachsigen gedeckten Wagen, auf, rutschte auf dessen Rahmen entlang und rasierte dessen kompletten Aufbau weg. Vor der Bergung mussten das komplette Entweichen des Gases abgewartet und die Aufräumarbeiten deshalb in der Nacht auf den 18. November unterbrochen werden. Der Oberbau war stellenweise schwer beschädigt. Vermutlich ließ eine Fahrdienstleiterin den Kesselwagenzug, dessen Lokführer sie eine Geschwindigkeit von 40 km/h vorgab, versehentlich in den besetzten Streckenabschnitt einfahren. Die Bergungsarbeiten wurden am 1. Dezember 2022 beendet und die Strecke am 11. Dezember 2022 wieder freigegeben. 600 m Gleis und 1500 m Oberleitung mussten dazu erneuert werden.

### Überflutung durch Elbehochwasser 2013
In der Nacht zum 10. Juni 2013 wurde die Elbebrücke Hämerten in Folge des Elbehochwassers gesperrt. In Folge des Elbehochwassers brach in der gleichen Nacht ein Damm bei Fischbeck (Elbe) auf einer Länge von 50 Metern. Etwa fünf Stunden später wurde die Strecke zwischen Schönhausen und Schönhauser Damm auf einer Länge von etwa 5 km überflutet und blieb mehrere Tage überspült. Die Strecke bildete dabei eine Barriere für das aus südlicher Richtung zuströmende Wasser. Nachdem auf manchen Linien aufgrund großräumiger Umleitungen seit dem 10. Juni Verspätungen von ein bis zwei Stunden die Regel waren, führte die Deutsche Bahn am 21. Juni einen Interimsfahrplan ein, der später mehrfach verändert wurde.
Am 29. Juli 2013 trat ein Interims-Fahrplankonzept mit etwa 10.000 geänderten Fahrplänen des Personen- und Güterverkehrs in Kraft. Ab dem 29. Juli 2013 wurde der Abschnitt zwischen Stendal und Wolfsburg der Schnellfahrstrecke im Zweistundentakt von der ICE-Linie 11 genutzt, die in beiden Bahnhöfen hielt. Am 9. September 2013 wurde zunächst auf der parallel verlaufenden und in diesem Bereich nicht elektrifizierten Stammstrecke der Lehrter Bahn der Betrieb mit Regionalzügen wiederaufgenommen. Daneben verkehrte ein Intercity-Zugpaar mit Diesel-Traktion zwischen Berlin und Hannover über diese Strecke.
Anfang Juli 2013, als beidseits der Strecke noch großflächig Wasser stand, wurde mit Aufräumarbeiten begonnen. Mitte Juli 2013 begann der TÜV Rheinland mit Messungen per Georadar, daneben wurden Probebohrungen durchgeführt. Im gesamten August 2013 prüften externe Gutachter den Zustand der Strecke. Im Zuge der Reparaturen wurden unter anderem 100 Kilometer Kabel ersetzt und 180 Signale repariert.
Mitte September 2013 wurde die Wiederinbetriebnahme der Schnellfahrstrecke und die Rückkehr zum regulären Fahrplan zum 4. November 2013 bekanntgegeben. Gutachten hätten ergeben, dass das Hochwasser keine tiefer gehenden Schädigungen des Bahndamms verursacht habe. Am 22. Oktober 2013 fand die Abnahmefahrt statt. Der Betrieb wurde am 4. November 2013 aufgenommen.
Die Kosten der Sanierung trug der Bund mit Mitteln aus seinem Fluthilfefonds.

### Weitere Bauarbeiten
Im Fahrplanjahr 2011 wurde die Strecke umfassend saniert. Laut Medienberichten hätten Schäden an der festen Fahrbahn die Baumaßnahmen notwendig gemacht. Die Bauarbeiten begannen am 21. April 2011. Zwischen 20. Juni und 22. Oktober 2011 waren wechselnde Streckenabschnitte der Neubaustrecke nur eingleisig befahrbar. Im Fernverkehr kam es dadurch zu Fahrzeitverlängerungen von etwa 30 Minuten und Umleitungen, etwa 50 Güterzüge wurden täglich umgeleitet.
Zwischen 1. März und 30. Juni 2011 (Stand: Dezember 2010) wurden darüber hinaus auf der Ausbaustrecke auf einer Länge von 2 × 40 km insgesamt etwa 133.000 Schwellen ausgetauscht. Dies wurde durch einen Serienfehler der beim Bau der Ausbaustrecke verwendeten Betonschwellen notwendig (aufgrund mangelhaft ausgeführter Bewehrung kam es massenhaft zu Längsrissen der Schwellen im Bereich der Schwellendübel).
Zwischen 13. Mai und 31. August 2017 werden auf einer Länge von 82 km (zwischen Gardelegen und Ribbeck sowie Schönhauser Damm und Nahrstedt) die Schienen gewechselt.
Vom 12. Januar bis 17. Mai 2019 wird die Linienzugbeeinflussung in drei Abschnitten schrittweise modernisiert. Dies führt in diesem Zeitraum zu Reisezeitverlängerungen von bis zu 30 Minuten, in Berlin zu weiteren Fahrplanabweichungen.
Vom 2. November bis 11. November 2019 wurden im Bahnhof Meinersen acht Weichen erneuert. Dafür wurde die Strecke zwischen Gifhorn und Dollbergen für den Fernverkehr gesperrt.
Aufgrund eines kurzfristigen Schienenwechsels auf 20 km Länge zwischen Nahrstedt und Gardelegen kam es zwischen 24. Januar und 14. Februar 2020 zu Fahrzeitverlängerungen von bis zu 60 Minuten.

### Ausblick
Im Bundesverkehrswegeplan 2030 ist ein weiterer Ausbau der Strecke vorgesehen. Im Bereich des Trappenschutzgebietes ist eine Geschwindigkeitserhöhung auf 250 km/h vorgesehen, außerdem der Lückenschluss für das dritte Gleis, welches zwischen Vorsfelde und Wustermark außerdem elektrifiziert und für 160 km/h ertüchtigt werden soll. Als Gesamtkosten werden 303,6 Millionen Euro vorgesehen, die Maßnahme ist im Vordringlichen Bedarf geführt. Die Geschwindigkeitserhöhung auf der Schnellfahrstrecke bringt eine Fahrzeitverkürzung von circa 2 Minuten im ICE-Verkehr, das durchgehende und elektrifizierte dritte Gleis erweitert die Kapazitäten für den Güterverkehr.
2019 war geplant, die Strecke zwischen 2024 und 2034 auszubauen. Zwischen 2024 und 2027 sollten im Rahmen einer ersten Baustufe zunächst zusätzliche Überleitverbindungen zwischen der Schnellfahrstrecke und der Altstrecke entstehen. Damit wird der Weg für eine Erneuerung der Festen Fahrbahn der Strecke geebnet. Zwischen 2027 und 2034 war im Rahmen einer zweiten Baustufe ein Ausbau zwischen Abzweig Ribbeck und Abzweig Bamme für 250 km/h geplant. Inzwischen (2024) ist geplant, die Schnellfahrstrecke und die Stammbahn zwischen 31. Mai 2025 und 11. Dezember 2027 in verschiedenen Abschnitten und Gleisen zu sperren.
Der im Oktober 2018 vorgestellte erste Gutachterentwurf des Deutschlandtakts sieht zwischen Wolfsburg und Berlin einen Ausbau für eine Streckengeschwindigkeit von 300 km/h vor. Mit 300 km/h schnellen Zügen soll dabei zwischen Berlin-Spandau und Hannover, ohne Zwischenhalte, eine planmäßige Reisezeit von 74 Minuten erreicht werden, die Reisezeit zwischen beiden Hauptbahnhöfen soll dann 85 Minuten betragen. Zwischen Wolfsburg und Berlin-Spandau ist dabei im Fernverkehr ein Grundangebot von dreieinhalb Zügen pro Stunde und Richtung vorgesehen. Für die gesamte Achse zwischen Köln und Berlin ist eine Reisezeitverkürzung von 40 Minuten, auf 3 Stunden und 36 Minuten, vorgesehen. Der im Mai 2019 veröffentlichte 2. Gutachterentwurf sieht zwischen Wolfsburg und Berlin-Spandau nunmehr vier stündliche Zugpaare vor. Um die Reisezeiten zwischen Berlin und Nordrhein-Westfalen, wie im Deutschlandtakt unterstellt, um rund zehn Minuten zu verkürzen, soll die Strecke zwischen Oebisfelde bis Bamme weitgehend für 280 bis 300 km/h ausgebaut werden, zwischen Bamme und Ribbeck für 250 oder 300 km/h, zwischen Ribbeck und Wustermark für 280 km/h. Dafür sind insgesamt, zum Preisstand von 2015, Investitionen von 946 Millionen Euro vorgesehen. Für 22 Millionen Euro soll in Rathenow ein Überholgleis für den Güterverkehr entstehen, für weitere 8 Millionen Euro zusätzliche Weichenverbindungen zur Lehrter Bahn in Wustermark. Der „Ausbau/Neubau der Bahnstrecken Hamm-Hannover-Berlin“ ist eines von 13 Infrastrukturprojekten des Deutschlandtakts, die laut dem im November 2021 vorgelegten Koalitionsvertrag der rot-grün-gelben Bundesregierung „beschleunigt auf den Weg“ gebracht und „mit hoher politischer Priorität“ umgesetzt werden sollen.
Im Raum Stendal (südlich der Strecke beim km 214,4) soll ab 2025 ein neues Umrichterwerk entstehen.